# Хермезиу (Јаши)
Хермезиу (рум. Hermeziu) насеље је у Румунији у округу Јаши у општини Трифешти. Oпштина се налази на надморској висини од 49 m.

## Становништво
Према подацима из 2002. године у насељу је живело 959 становника, од којих су сви румунске националности.